# Innovia APM
Innovia APM — система піплмувера на гумових шинах, яку зараз виробляє та продає Alstom як частину серії повністю автоматизованих транспортних систем Innovia. 
Технологія була представлена в 1963 році Westinghouse і вдосконалювалася протягом трьох поколінь. 
Innovia APM 100 (спочатку відома як C-100 і CX-100), Innovia APM 200 (спочатку відома як просто піплмувер Innovia) і остання Innovia APM 300. Ліцензія на використання технології також передавалася кілька разів, від Westinghouse до AEG в 1988 році, до Adtranz в 1996 році, до Bombardier Transportation у 2001 році 

і останнім часом до Alstom у 2021 році.

## Історія

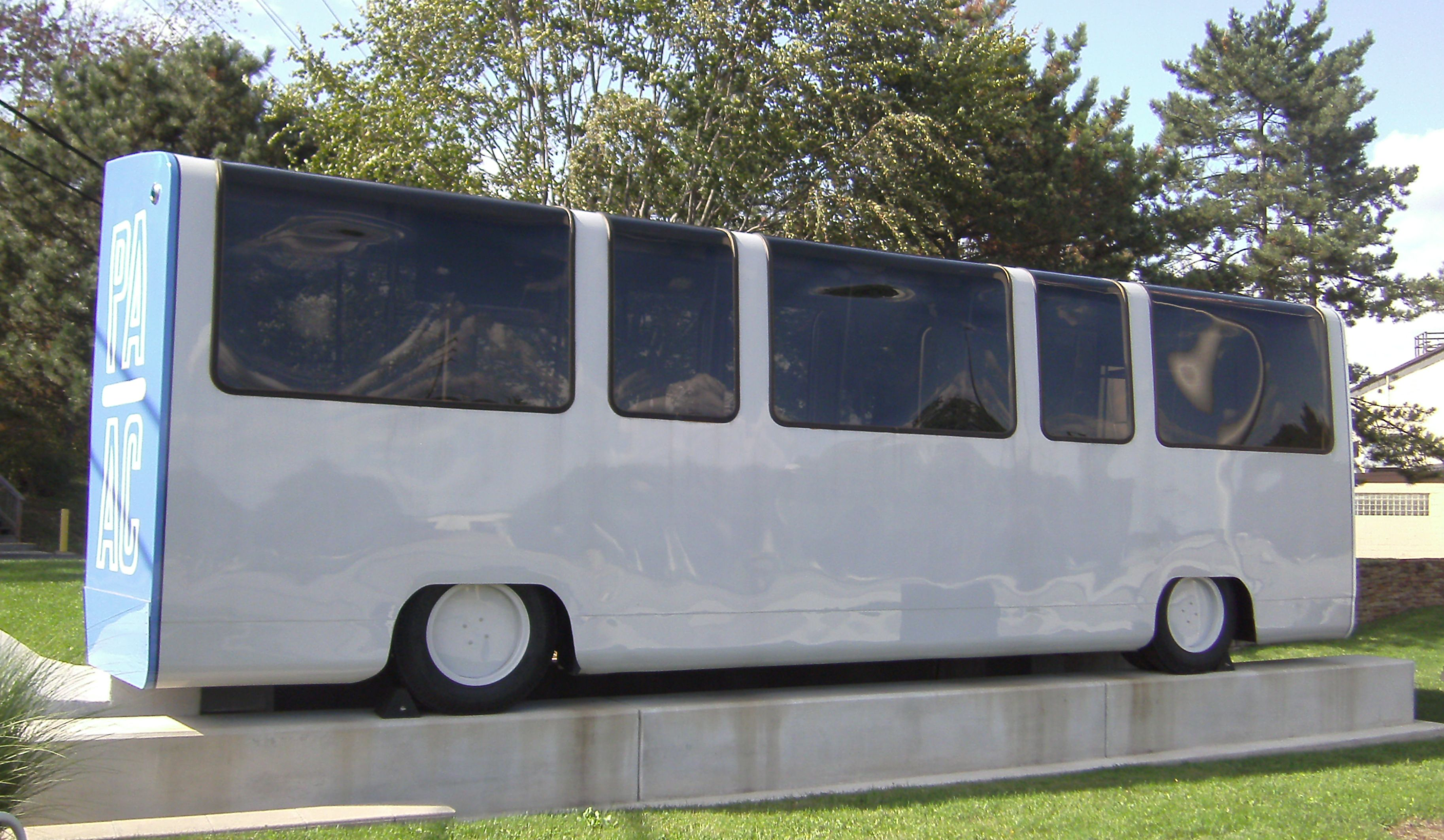
Відремонтований Skybus на виставці на заводі Alstom у Вест-Міффліні, Пенсильванія

Розробка почалася в 1960-х роках, коли Westinghouse, компанія з Піттсбурга , штат Пенсільванія, вперше розробила піплмувер (APM) для використання в демонстраційному проекті на виставковому комплексі округу Аллегені в Піттсбурзі. 
 
Ця технологія стала відомою як Skybus, тому що це був транспортний засіб на гумових шинах, схожий на автобус, який рухався на визначеній підвищеній дорозі. 

Інженери вважали, що він зможе запропонувати цілодобове обслуговування кожні дві хвилини. 
Після випробувань Westinghouse та Pittsburgh Regional Transit спробували побудувати більшу систему Transit Expressway Revenue Line, що вткликала критику. 

Політичні лідери скептично поставилися до технології масового транспорту на гумових шинах і звинуватили Pittsburgh Regional Transit в тому, що вона неправильно вибрала APM компанії Westinghouse замість конкурентної пропозиції щодо більш традиційної системи легкорейкового транспорту. 
Зрештою плани впровадження системи Skybus у Пенсільванії були відхилені. 
 
Попри це, робота над технологією тривала.
У 1971 році компанія Westinghouse нарешті змогла комерціалізувати свою технологію APM, продавши так звану систему C-100 міжнародному аеропорту Тампа, започаткувавши десятки подібних систем піплмуверів в аеропортах по всьому світу. 

C-100 було вдосконалено за допомогою оновленого транспортного засобу другого покоління та більш оновленої системи CX-100. 
Загалом в 1980-1990-х роках було поставлено 14 систем.
Технологія APM була придбана AEG в 1988 році та пізніше передана Adtranz в 1996 році.
Оскільки конкуруюча система Crystal Mover стала популярною, компанія Adtranz почала розробляти нову, більш аеродинамічну модель, відому як Innovia, яку почали тестувати в 1999 році. 
Окрім свого витонченого зовнішнього вигляду, новий транспортний засіб Innovia також пропонував вищу швидкість, крутіші повороти, повнокомпозитну конструкцію та вибір торцевих заглушок. 
Перша поставлена система піплмувер Innovia була відкрита у 2005 році в міжнародному аеропорту Даллас/Форт-Ворт. 

Технологія була передана компанії Bombardier Transportation у 2001 році, яка продовжувала продавати новішу технологію Innovia APM 200 і старішу технологію CX-100 під назвою Innovia APM 100. 
 
Остання поставлена система Innovia APM 100 була поставлена у 2010 році 

На тлі розробки моделі третього покоління компанія Bombardier вирішила змінити бренд свого портфоліо автоматизованих транспортних систем на Innovia. 
Дві попередні моделі стали застарілими системами та більше не продаються новим клієнтам, хоча наявні клієнти можуть і все ще замовляють більше транспортних засобів за потреби. 
Третя та остання модель називається системою Innovia APM 300. 
Вона виглядає дуже схожою на оригінальний перевізник Innovia (тепер називається системою Innovia APM 200), але він довший, енергоефективніший і може працювати в конфігурації поїзда з 6 вагонів. 

У листопаді 2014 року Bombardier підписала угоду про спільне підприємство з китайською CRRC Nanjing Puzhen для виробництва та продажу систем Innovia APM та Innovia Monorail на китайському ринку. 

## Виробництво
Вагони Innovia APM збирають у Вест-Міффліні, штат Пенсільванія, неподалік від місця, де курсували перші демонстраційні поїзди. 
Об’єкт із кількома будівлями спеціалізується на технологіях піплмувер і має три випробувальні треки. 

Вагони, вироблені спільним підприємством з CRRC Nanjing Puzhen, виготовляються в Уху, провінція Аньхой, Китай. 

## Реалізація

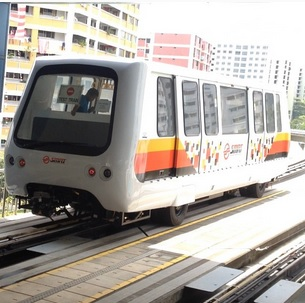
Innovia APM 100 в Сінгапурі

### Innovia APM 100

#### В аеропортах
- AeroTrain[en] у міжнародному аеропорту Куала-Лумпур, Малайзія (буде замінено рухомим складом Innovia APM 300 у 2025 році)[15]
- AirTrain[en] в міжнародному аеропорту Сан-Франциско, США[16]
- піплмувер аеропорту Денвер[en] в міжнародному аеропорту Денвер, США[17]
- Міжнародний аеропорт Пекін, Китай[18]
- Аеропорт Чангі, Сінгапур (замінений системою Crystal Mover у 2006 році)
- Міжнародний аеропорт Мадрид, Іспанія
- Піплмувер аеропорту Лас-Вегас[en] (три лінії) в міжнародному аеропорту Лас-Вегас, США
- Піплмувер аеропорту Орландо[en] в міжнародному аеропорту Орландо, Сполучені Штати (лише виходи 70-129)
- Піплмувер аеропорту Піттсбург[en] в міжнародному аеропорту Піттсбург, Сполучені Штати
- SEA Underground[en] в міжнародному аеропорту Сіетл-Такома, США
- SkyBridge в аеропорту Рим-Ф'юмічіно, Італія
- SkyLine в аеропорту Франкфурт, Німеччина
- Skyway[en] в міжконтинентальному аеропорту Г'юстон-Джордж Буш, США
- Піплмувер аеропорту Сакраменто[en] в міжнародному аеропорту Сакраменто, США
- Піплмувер аеропорту Тампа[en] в міжнародному аеропорту Тампа, Сполучені Штати
- TerminaLink в міжконтинентальному аеропорту Г'юстон-Джордж Буш, США
- The Plane Train[en] в міжнародному аеропорту Атланта, США
- Монорейка аеропорту Лондон-Гатвік в аеропорту Лондон-Гатвік, Велика Британія
- Stansted Airport Transit System в аеропорту Лондон-Станстед, Велика Британія

#### Міські системи
- Метромувер, Маямі, Флорида, США[19]
- Букіт-Панджанг ЛРТ[en], Сінгапур [20]
- піплмувер Нового міста Чжуцзян[en], Гуанчжоу, Китай[9]

### Innovia APM 200
Див. також: Innovia APM 200

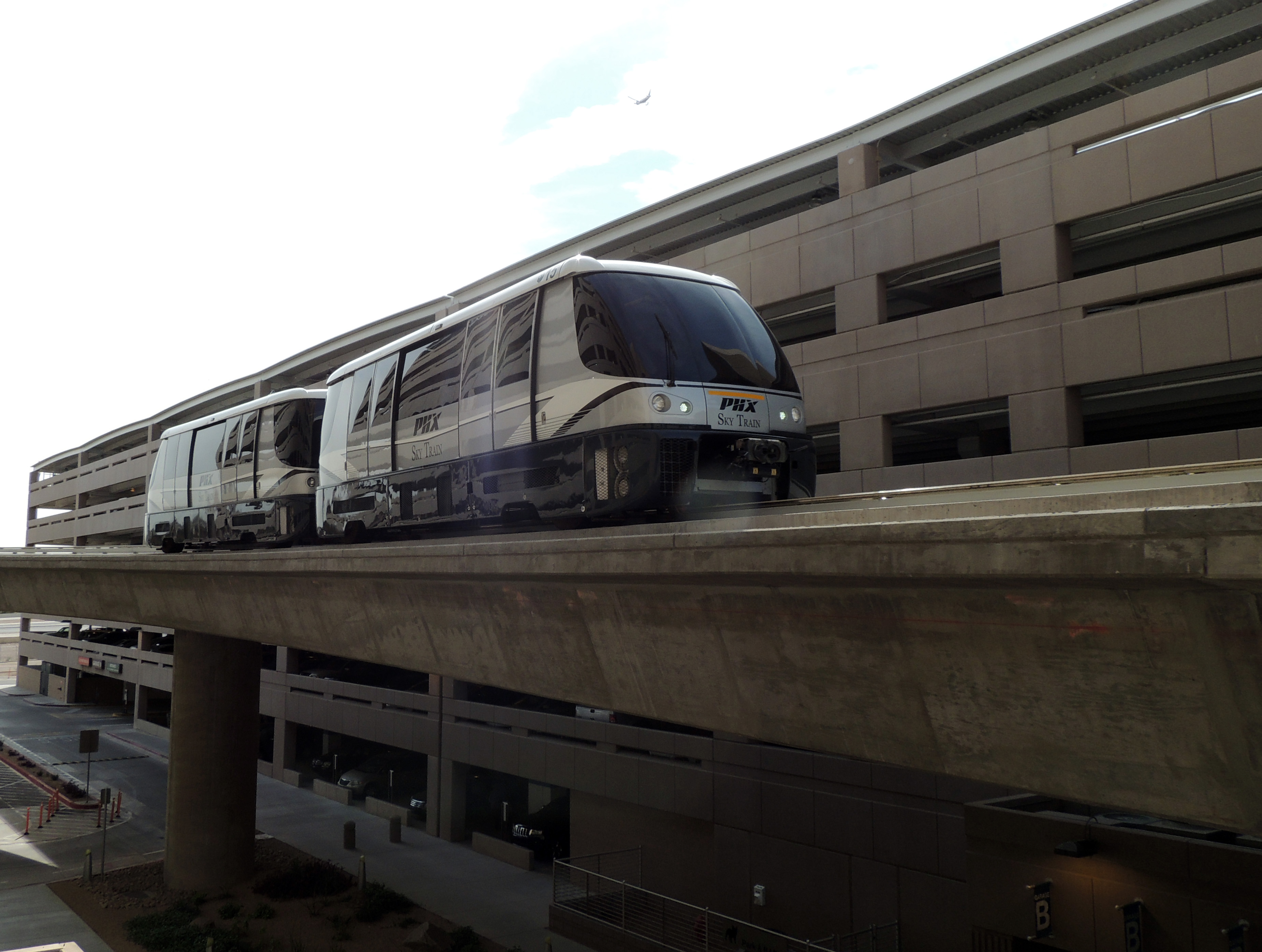
Innovia APM 200 в аеропорту Фінікс — Скай-Гарбор

- DFW Skylink[en] у міжнародному аеропорту Даллас/Форт-Ворт, США[21]
- Heathrow Terminal 5 Transit[en] в аеропорту Лондон-Хітроу, Велика Британія[22]
  - PHX Sky Train[en] у міжнародному аеропорту Фінікс — Скай-Гарбор, Сполучені Штати[23]

### Innovia APM 256
Див. також: Innovia APM 256
Innovia APM 256 була розроблена як заміна системи VAL 256
- Лінія Веньху[en] Тайбейського метрополітену, Тайвань[24]
- Airport Transit System[en] в міжнародному аеропорту Чикаго-О'Хара, Сполучені Штати[25]

### Innovia APM 300

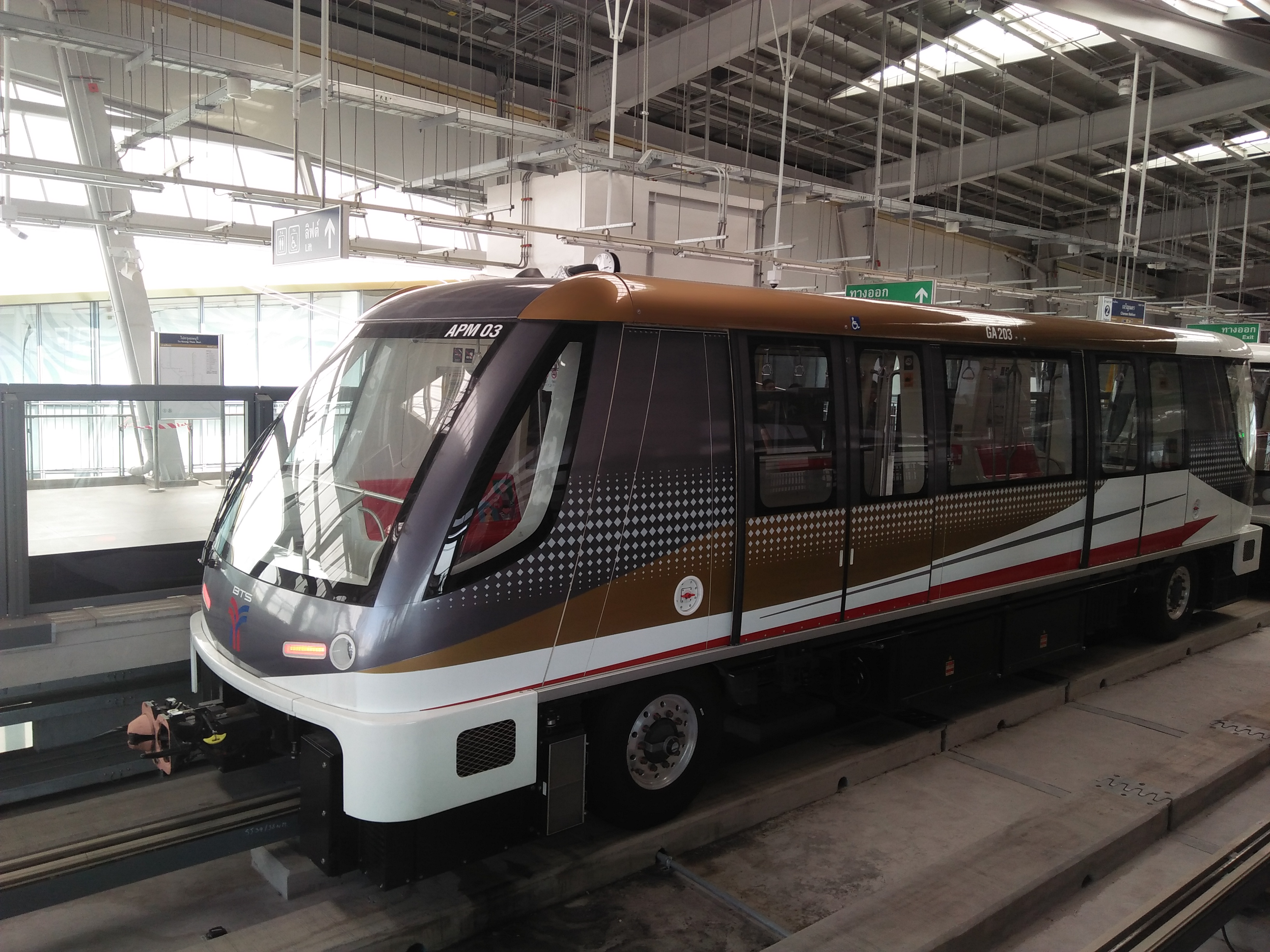
Innovia APM 300 в Бангкоку

#### В аеропортах
- Піплмувер аеропорту Дубай[en] в міжнародному аеропорту Дубай, Об’єднані Арабські Емірати[26]Термінал 1 (термінал 3 використовує Crystal Mover)
- Міжнародний аеропорт Джидда, Саудівська Аравія[27]
- Аеропорт Мюнхен, Німеччина[28][29]
- Піплмувер аеропорту Лос-Анджелес[en] у міжнародному аеропорту Лос-Анджелес, США[30]
- Міжнародний аеропорт Ченду-Тяньфу, Китай[31]
- Міжнародний аеропорт Пекін, Китай (лише новий рухомий склад)[32]
- Міжнародний аеропорт Шеньчжень-Баоань, Китай[33]
- Міжнародний аеропорт Гонконг, Гонконг[33]
- AeroTrain[en] в міжнародному аеропорту Куала-Лумпур, Малайзія (новий рухомий склад)[34]

#### Міські системи
- Bangkok Gold Line[en], Таїланд
- Лінія Пуцзян[en], Китай
- Букіт-Панджанг ЛРТ, Сінгапур (новий рухомий склад)